# Правова система Китайської Республіки
Правова система Республіки Китай базується на романо-германській традиції. Основою системи законодавства є так звані «6 кодексів»: Конституція (憲法), Цивільний кодекс (民法), Цивільний процесуальний кодекс (民事訴訟法) і пов'язані з ним закони, Кримінальний кодекс (刑法), Кримінальний процесуальний кодекс (刑事訴訟法) і пов'язані з ним закони, Адміністративні закони (行政法).
У галузі конституційного права, Китайська Республіка використовує конституцію 1947 року, яка була оприлюднена для всього Китаю (включаючи Тайвань), хоча численні зміни, які було зроблено, щоб узяти до уваги той факт, що Республіка Китай контролює тільки Тайвань і оточуючі острови з 1950 року.

## Династія Цин
Після повалення династії Цин в 1911 році Китай опинився під контролем конкуруючих польових командирів і не мав уряду, досить сильного, щоб створити правовий кодекс, аби замінити кодекс Цин.

## 1911—1945
І, нарешті, в 1927 році, Чан Кайші та сили Гоміньдану були в змозі придушити воєнних ватажків і отримати контроль над більшою частиною країни. Заснований в Нанкіні уряд Гоміньдану спробував розвивати правову та пенітенціарну системи за західним зразком. Утім у національному масштабі було запроваджено невелику кількість кодексів КР.
Хоча урядові лідери прагнули побудувати систему кодифікованого права за західним зразком, традиційний китайський пріоритет колективних соціальних санкцій над безособовим легалізмом перешкоджав конституційно-правовому розвитку.
Нова система законодавства була прийнята на основі німецької правової системи. Дух нових законів ніколи не проникав на низовий рівень та не забезпечував бажану стабільність. В ідеалі, люди повинні були бути рівні перед законом, але це припущення виявилося швидше риторичним, ніж реальним. Зрештою, більшість нових законів було відкинуто у міру того, як Гоміньдан стала поглинати боротьба з китайськими комуністами і японською агресією.

## Трансформація правових систем, 1945-49[2]
Правова система КР набрала чинності в Тайвані 25 жовтня 1945 року, після того, як більшість японських законів були скасовані 25 жовтня 1946 року. 1947 року прийнято Конституцію, в розробці якої значну роль відіграв правник Ван Чжунхуей.

## Воєнний стан у державі, 1949-87
Очолюваний Гоміньданом центральний уряд КР переїхав до Тайваню в грудні 1949 року з великим числом жителів материка, на яке припадає близько 13 відсотків усього населення Тайваню. Відтоді Тайвань і материковий Китай мали свої окремі правові системи. «Статут для сільського господарства, гірничодобувної промисловості, промисловості і торгівлі під час надзвичайного періоду» (1938) і «Тимчасові положення, що діють протягом періоду загальної національної мобілізації для боротьби з комуністичним повстанням» (1942) давали владі можливість контролювати ресурси, а також встановити політичний контроль над свободою новин, слова, друку, зв'язку, зборів і асоціацій в воєнний час.

## Демократизація, 1987-теперішній час
КР нарешті припинила воєнний стан в 1987 році і період національної мобілізації офіційно добіг кінця 1-го травня 1991 року, зняті різні обмеження конституції, швидко почали просуватися правові реформи поряд з триваючим запровадженням західних правових концепцій, інтегрованих у право держави.

### Окружні суди[4]
В цей час 21 районний суд в Китайській Республіці. 19 розташовані в Тайвані: окружний суд Тайбея, Банкьяо, Шіхлін, Таоюань, Синьчжу, Мяолі, Тайчжун, Наньтоу, Чжанхуа, Юньлінь, Цзяи, Тайнань, Гаосюн, Піндун, Тайдун, Хуалянь, Ілан, Кілунг, Пенху; і 2 розташовані в Фучен: Цзіньмень і Ланчанг.
Кожен окружний суд може створити один або декілька підрозділів спрощеного провадження для розгляду справ в такому порядку. Скорочена процедура цивільного судочинства передбачена також для справ, з предметом спору не більше 300 000$ в грошовому виразі і для інших простих правових спорів. Тепер[коли?] існує в цілому сорок п'ять таких підрозділів у Тайвані.
Кожен з окружних судів має цивільні, кримінальні підрозділи та зведені підрозділи, можуть створювати спеціалізовані підрозділи для розгляду справ стосовно неповнолітніх, сім'ї, транспорту, питань праці, клопотань про скасування постанови про порушення Статуту громадського порядку. Кожен підрозділ має головного суддю, який головує і розподіляє справи. Кожен окружний суд має служби державних захисників та пробації.
Суддя одноособово заслуховує і вирішує справи у звичайному і спрощеному провадженні, а також у випадках незначних справ. Колегія в складі трьох суддів розглядає справи великого значення в звичайному порядку, а також апеляції або проміжні апеляції щодо скорочених проваджень та дрібних справ. Кримінальні справи вирішуються колегією з трьох суддів, за винятком спрощеного провадження, яке може вестися одним суддею. Суд у справах неповнолітніх розглядає і вирішує тільки випадки щодо неповнолітніх.

## Високі суди
Є два вищі суди в Республіці Китай, Тайванський Високий суд (Тайвань, 高等法院) і Фученський Високий суд (福建 高等法院). Тайванський Високий суд має чотири відділення в Тайчжун, Тайнань, Гаосюн, і Хуалянь. Фученський Високий суд не створений, окрім відділення в Цзіньмень, яке відтак підпорядковується безпосередньо Судовому Юаню (відділення уряду, що є найвищим судовим органом).
Вищі суди і їх відділення здійснюють юрисдикцію в таких справах:

1. апеляції на рішення окружних судів або їх відділень як судів першої інстанції у звичайних цивільних і кримінальних провадженнях;
2. проміжні апеляції на постанови окружних судів або їх відділень в звичайних провадженнях;
3. як перша інстанція у кримінальних справах, пов'язаних з повстанням, зрадою і злочинами проти дружніх відносин з іноземними державами;
4. військові апеляції, якщо вирок — ув'язнення — виніс Високий військовий суд та його відділення;
5. інші справи, передбачені законом.
Кожен Високий суд або його відділення має юрисдикцію щодо таких окружних судів:

Тайванський Високий суд: Тайбей, Шихлін, Панчао, Ілан, Таоюань, Синьчжу
Тайванський Високий суд, відділення у Тайчжуні Маолі, Тайчжун, Наньтоу, Чжанхуа
Тайванський Високий суд, відділення у Тайнані: Юньлінь, Цзяї, Тайнань
Тайванський Високий суд, відділення у Гаосюні: Гаосюн, Піндун, Пенху, суд Гаосюну у справах неповнолітніх
Тайванський Високий суд, відділення у Хуаляні: Хуалянь, Тайчжун
Фученський Високий суд, відділення у Цзіньмені: Цзіньмень, Ланчанг.
Хоча Тайванський Високий суд здійснює судово-адміністративний контроль над своїми чотирма відділеннями, він не має апеляційних повноважень щодо них. Замість цього Тайванський Високий суд і його чотири відділення мають апеляційні повноваження над окремими окружними судами, як зазначено вище.
Високі суди і їх відділення поділяються на цивільні, кримінальні та спеціалізовані підрозділи.
Кожен підрозділ складається з одного головного судді відділу і двох помічників. Крім того, Високий суд і його відділення мають бюро клерків, яке очолює головний клерк, який допомагає президенту з адміністративними справами.
Справи у високих судах чи їх відділеннях розглядаються і вирішуються колегією у складі трьох суддів. Однак один з суддів може проводити підготовчі процедури.
Суд має сім цивільних суддів, кожен з яких має одного головуючого і трьох суддів які обробляють цивільні апеляції другої інстанції і апеляційні справи по системі колегіальних ланок, але вони не стосуються простого судового процесу. Суд має одинадцять кримінальних судів, кожен з яких має одного головуючого і двох або трьох суддів з розгляду кримінальних апеляцій другої інстанції і зустрічних апеляцій за колегіальною системою, а також судових процесів першої інстанції щодо громадянських заворушень, іноземної агресії або зазіхань у сфері зовнішніх відносин. Залежно від різних потреб Суд керує кількома професійними судами, такими, як професійний суд з чесної торгівлі, сімейний професійний суд, професійний суд міжнародної торгівлі, морський професійній суд, професійний суд державної компенсації, професійний суд по боротьбі з корупцією, професійний суд прав інтелектуальної власності, професійний суд зі злочинності серед неповнолітніх, професійний суд з тяжких кримінальних справ, професійний суд громадської безпеки, професійний суд щодо акту про чесну торгівлю, професійний суду з сексуальних домагань і т. д.

## Верховний суд
Верховний суд розташований за місцем перебування центрального уряду. Верховний суд є судом останньої інстанції у цивільних і кримінальних справах. Будь-яка цивільна або кримінальна справа може бути оскаржена в порядку апеляції до суду, за винятком цивільних справ, пов'язаних з сумами, що не перевищують 1500000$, і дрібних правопорушень, перелічених у статті 376 Кримінально — процесуального кодексу.
Юрисдикція суду:
1. апеляції на постанови Високих судів або їх відділень як судів першої інстанції у кримінальних справах;
2. апеляції на постанови Високих судів або їх відділень як судів другої інстанції у цивільних і кримінальних справах;
3. апеляції на постанови вищих судів або їх відділень;
4. апеляцій на рішення або постанови, винесені цивільним судом другої інстанції за спрощеною процедурою, щодо спорів на суму більше 1500000$, та за дозволом, виданим відповідно до визначених положень;
5. цивільні і кримінальні розслідування в межах юрисдикції суду третьої інстанції;
6. екстраординарні апеляції;
7. будь-які інші справи, визначені законодавством.

## Адміністративні суди
Чинна адміністративна система сприйняла «систему двох рівнів двох інстанцій». Адміністративні суди поділяються на Високий адміністративний суд, який є судом першої інстанції, а також на Вищий адміністративний суд, який є апеляційним судом. Перша інстанція вирішує справи по суті. Вищий адміністративний суд є апеляційним судом.

## Спеціалізовані суди
Тайванський суд у справах неповнолітніх у Гаосюні (臺灣 高雄 少年 法院), створений відповідно до закону, що регулює розгляд справ неповнолітніх. Він розглядає ті справи неповнолітніх, які могли б бути вирішені Тайванським окружним судом Гаосюня. Інші окружні суди не мають такого підрозділу. Як і апеляції на рішення окружного суду Гаосюня, апеляції на рішення суду у справах неповнолітніх заслуховуються у відділенні у Гаосюні Тайванського Високого суду.
Суд інтелектуальної власності (智慧 財產 法院), створений 1 липня 2008 року, має юрисдикцію щодо справ інтелектуальної власності. Він слухає: у 1 і 2 інстанціях Цивільні справи, пов'язані з інтелектуальною власністю; Апеляції на рішення окружних судів у кримінальних справах, пов'язаних з інтелектуальною власністю; у першій інстанції Адміністративні справи, пов'язані з інтелектуальною власністю.

## Судді
У статті 80 Конституції говориться, що судді повинні бути вище партійності і повинні, відповідно до закону, провадити судочинство незалежно, вільно від будь — якого втручання. Крім того, стаття 81 говорить, що судді займають свою посаду довічно. Жоден суддя не може бути звільнений з посади, окрім випадків, коли він визнаний винним у скоєнні кримінального злочину або підданий дисциплінарним заходам, або визнаний недієздатним. Жоден суддя не може бути відстороненим, переведеним, заробітна плата його не може бути зменшена, окрім як відповідно до закону. Судді призначаються з тих осіб, які склали іспит судових посадових осіб, завершили навчальний курс для посадових осіб судових органів та мають визначний досвід після певного строку практики.

## Судді Великої Ради або судді Конституційного Суду
Судді Конституційного Суду виносять рішення у таких чотирьох категоріях справ: 1. тлумачення Конституції; 2. однакове тлумачення законів і підзаконних актів; 3. імпічмент президента і віце-президента Китайської Республіки; 4. оголошення розпуску політичних партій у разі порушення Конституції.

## Прокурори
Відповідно до Закону, який регулює організацію Суду, прокурорські служби є частиною суду на тому ж рівні: Верховний суд має офіс з певною кількістю прокурорів, один з яких призначається на посаду Генерального прокурора; кожен з інших Високих судів або окружних судів мають свої власні служби прокурорів, один зі складу яких призначається як головний прокурор. Відповідно до Закону, який регулює організацію суду і Статуту, що регулює діяльність адміністрації судового персоналу, кваліфікація прокурорів ідентична її аналогу у суддів. Обидві мають статус посадових осіб суду. Прокурори мають призначатися з тих осіб, які склали іспит посадових осіб суду, завершили навчальний курс для посадових осіб судових органів та пройшли відповідну практику.